# Elmira College
L'Elmira College est un collège universitaire situé à Elmira, dans l'État de New York. Il a été fondé en 1855 comme établissement féminin.

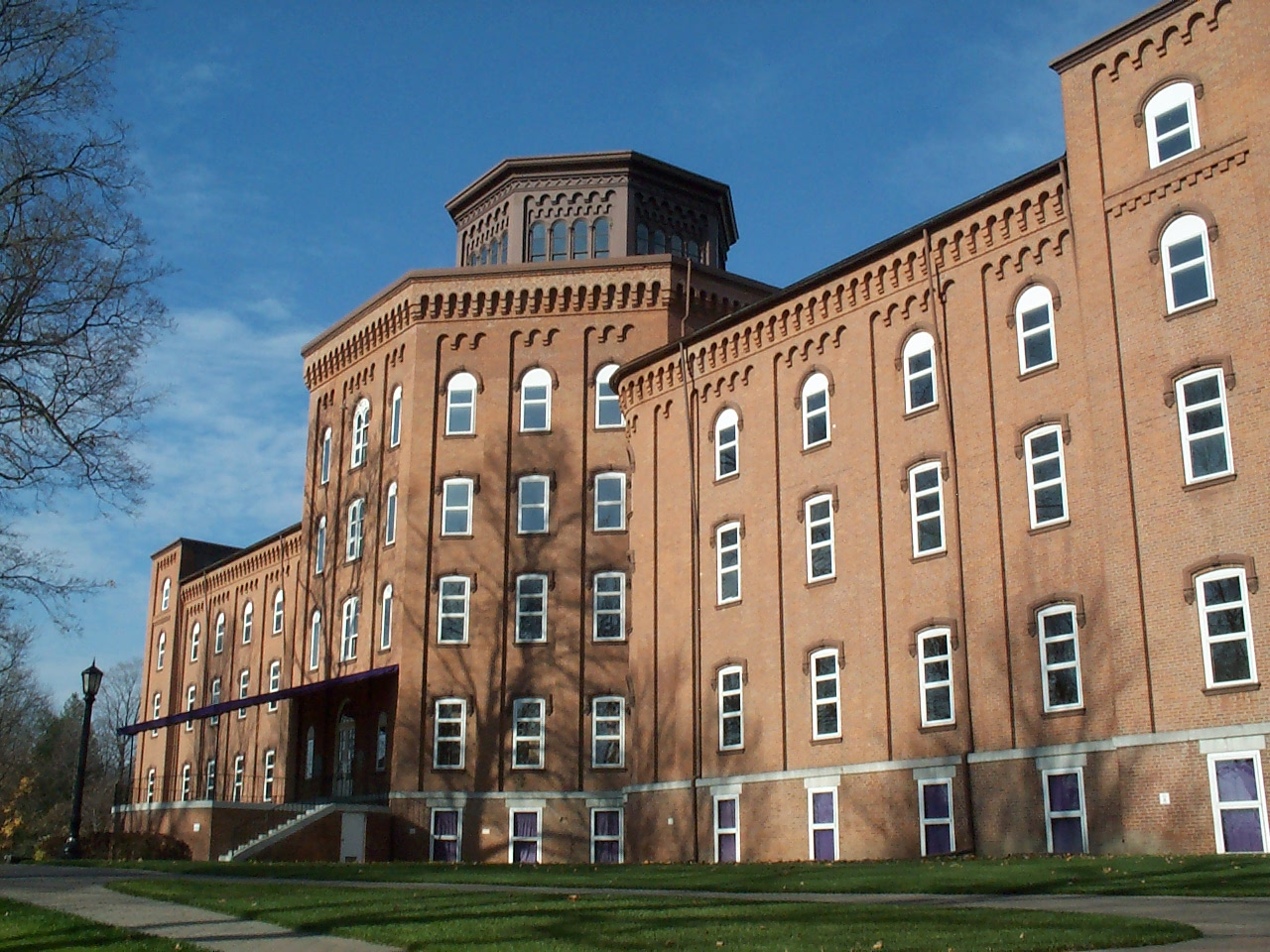
Cowles Hall at Elmira College.

## Personnalités liées à l'établissement

### Étudiants
- Wilhelmina Cole Holladay (1922-2021), fondatrice du National Museum of Women in the Arts, à Washington.
- Alice Mary Robertson (1854-1931), femme politique